# Utopia (série télévisée)
Pour les articles homonymes, voir Utopia (homonymie).
Utopia est une série télévisée britannique créée et écrite par Dennis Kelly, dont les deux saisons sont diffusées sur Channel 4 entre le 15 janvier 2013 et le 12 août 2014. La série est un thriller se déroulant dans un univers conspirationniste, où les tensions mondiales autour des problèmes géopolitiques sont accrues.
Le 10 octobre 2014, la série est arrêtée pour cause d'audiences insuffisantes. La chaîne américaine HBO avait commandé un remake de celle-ci qui a été annulé. En 2018, Amazon annonce avoir commandé un remake de la série originale, orchestrée par Gillian Flynn. La première saison est diffusée sous le même titre sur le service Prime Video en 2020 avant l'annonce de l'arrêt de la série.

## Synopsis
Becky, Ian, Grant, Wilson et Bejan sont membres d'un forum de discussion regroupant des personnes en possession d'une bande dessinée intitulée Utopia, partie 1 ; quand Bejan annonce qu'il possède la partie 2 d’Utopia « jamais publiée », ils décident de se rencontrer pour le voir ensemble. Mais Bejan est tué avant leur rendez-vous, et la vie des survivants bascule. Ils sont alors pourchassés par une organisation secrète, le Réseau (The Network en version originale), qui semble prête à tout pour remettre la main sur cette seconde partie. Celle-ci renfermerait non pas de la science-fiction écrite par un fou, mais des secrets bien véritables ; ils devront alors fuir pour survivre.

## Distribution

### Acteurs principaux
- Fiona O'Shaughnessy (VFB : France Bastoen) : Jessica Hyde/Carvel, fille de Philip Carvel l'auteur du manuscrit Utopia, fuit l'organisation The Network depuis son enfance (saisons 1 et 2)
- Alexandra Roach (VFB : Élisabeth Guinand) : Becky, prépare un doctorat en médecine jusqu'au jour où son père meurt d'une maladie inconnue liée à Utopia et elle est déterminée à découvrir la vérité (saisons 1 et 2)
- Nathan Stewart-Jarrett (VFB : Maxime Donnay) : Ian Johnson, est consultant en informatique et vit toujours chez sa mère (saisons 1 et 2)
- Adeel Akhtar (VFB : Angelo Dello Spedale) : Wilson Wilson est un geek paranoïaque et survivaliste. Il est torturé par Arby et Lee au sujet de Jessica Hyde et est énucléé par Lee (saisons 1 et 2)
- Oliver Woollford (VFB : Igor Van Dessel) : Grant Leetham, un jeune garçon rebelle de onze ans dont la mère ne s'occupe pas et dont le père est absent (saisons 1 et 2)
- Paul Higgins (VFB : David Manet) : Michael Dugdale, fonctionnaire du Département de la Santé. Il est marié à Jen et ils n'arrivent pas à concevoir. Il met enceinte Anya, une prostituée russe. The Network se sert de cette information pour le faire chanter. (saisons 1 et 2)
- Anna Madeley : Anya Luchvenko, la prostituée que Michael Dugdale a mise enceinte (saison 1)
- Neil Maskell (VFB : Lionel Bourguet) : Arby/R.B. (Raisin Boy)/Pietre, homme de main de The Network et à la recherche du manuscrit et de Jessica Hyde (saisons 1 et 2)
- Paul Ready (VFB : Michelangelo Marchese) : Lee, l'acolyte d'Arby (saisons 1 et 2)

### Acteurs récurrents
- Alistair Petrie (VFB : Franck Dacquin) : Geoff Lawson, Chef du Département de la Santé, travaille également pour The Network (saisons 1 et 2)
- Stephen Rea : Conran Letts, fait partie de l'organisation Corvadt et est apparemment le chef de The Network (saison 1)
- James Fox : l'assistant de Conran Letts, apparemment patron de Corvadt et membre de The Network (saison 1)
- Ruth Gemmell : Jen, la femme de Michael Dugdale (saisons 1 et 2)
- Emilia Jones (VFB : Clara Mullenaerts) : Alice Ward, amie de Grant Leetham (saisons 1 et 2)
- Geraldine James (VFB : Manuela Servais) : Milner, agent du MI5 (saisons 1 et 2)
- Rose Leslie (VFB : Laetitia Liénart) : Milner jeune (saison 2)
- Michael Smiley : Détective Reynolds, chargé d'enquêter sur la mort de Bejan Chervo (saison 1)
- Mark Stobbart : Bejan Chervo, possède la deuxième partie du manuscrit d'Utopia et demande à Becky, Grant, Wilson et Ian de les rencontrer mais celui-ci sera tué par Arby et Lee (saison 1)
- Simon McBurney (saison 1) et Michael Maloney (saison 2) : Donaldson, un scientifique qui « aide » Michael Dugdale
- Tom Burke (VFB : Philippe Allard) : Philip Carvel/Mark Dane (saison 2)
- Ian McDiarmid (VFB : Michel Gervais) : « Anton » (saison 2)

### Acteurs secondaires
- Teresa Banham : la mère d'Alice Ward (saison 1)
- Sarah Churm : la mère de Grant Leetham (saison 1)
- Michell Mullen : Lane Monroe, PDG de Pergus Holdings (saison 1)
- Alan Williams : Danny, le Clochard (saison 1)
- Llyod Hutchinson : William Kaye, un journaliste (saison 1)

## Production
En avril 2012, Channel 4 commande une série de 6 épisodes nommée Utopia. La série a été écrite par Dennis Kelly et produite par Kudos Film and Television. Marc Munden a été choisi comme directeur, Rebekah Wray-Rogers comme productrice, Dennis Kelly, Jane Featherstone et Karen Wilson comme producteurs exécutifs.

### Bande originale
La bande originale UTOPIA (Original Television Soundtrack) de la saison 1 est composée par Cristobal Tapia de Veer. Elle est mise en vente le 7 octobre 2013. 
1. Utopia Overture (3:32)
2. The Network (3:21)
3. Dislocated Thumbs (Pt. 1) (2:17)
4. M. Rabbit's Game (1:05)
5. Conspiracy (Pt. 1) (2:53)
6. Meditative Chaos (3:10)
7. A New Brand of Drug (2:13)
8. Samba De Wilson (2:15)
9. Slivovitz (1:43)
10. Bekki on Pills (Pt. 1) (1:01)
11. Where Is Jessica Hyde? (Pt. 1) (3:39)
12. Arby's Oratorio (1:38)
13. Jessica Gets Off (3:18)
14. M. Rabbit It Is (2:51)
15. Lovechild (1:03)
16. Mind Vortex (2:48)
17. Twat (2:02)
18. Bekki on Pills (Pt. 2) (3:16)
19. Fertility Control (1:50)
20. Janus Saves (2:51)
21. Evil Prevails (2:55)
22. Conspiracy (Pt. 2) (4:56)
23. Dislocated Thumbs (Pt. 2) (1:28)
24. Utopia Descent (2:42)
25. Where Is Jessica Hyde? (Pt. 2) (4:08)
26. Utopia's Death Cargo (1:38)
27. The Experiment (6:16)
28. Utopia Finale (2:35)

La bande originale de la saison 2 nommée Utopia 2 (Original Television Soundtrack) est elle aussi composée par Cristobal Tapia de Veer et a été mise en vente le 15 décembre 2014.
Elle comprend les 17 pistes suivantes :
1. Brainwave Playground (5:51)
2. Promised Land Utopia (6:46)
3. Lucidity Gone (4:08)
4. Life Out of Balance (2:52)
5. Satan’s Waltz (Metamorphosis Stage 1) (7:01)
6. Bambino Illuminatus (3:07)
7. Bambino Criminale (3:03)
8. Over the Rainbow (1:47)
9. An Answer (3:36)
10. V Day Baby (7:02)
11. The Moaning Pyramid (3:16)
12. Mind Splitting Lab (Metamorphosis Stage 2) (6:16)
13. I Feel Separated (3:52)
14. Fascinating Child (3:52)
15. 8-bit Trauma (2:20)
16. The Monarch’s Pyramid (8:23)
17. To You All Kids Will Come… (Metamorphosis Complete) (10:13)

## Épisodes

### Première saison (2013)
1. Où est Jessica Hyde ? (Episode 1)
2. Le Manuscrit (Episode 2)
3. La mort fait partie du jeu (Episode 3)
4. Crimes et Châtiments (Episode 4)
5. Trahisons (Episode 5)
6. Fin de missions (Episode 6)

### Deuxième saison (2014)
Le 18 mars 2013, la série a été renouvelée pour une seconde saison. La diffusion débute à partir du 14 juillet 2014 pour se finir le 12 août 2014.
1. Au commencement (Episode 1)
2. Rechute (Episode 2)
3. Duo d'enfer (Episode 3)
4. Heureux Élus (Episode 4)
5. Amnésie partielle (Episode 5)
6. La fin justifie les moyens (Episode 6)

## Accueil

### Accueil critique
La série a reçu une majorité de critiques positives, saluant principalement l'originalité du scénario et la mise en scène atypique, présentant une ambiance étouffante et irréelle. Beaucoup ont cependant noté la gravité et la récurrence de la violence dans la série,,.
Pour Marjolaine Jarry, « Utopia, série britannique pop et cruelle, « mangaïsante » et super flippante agite, sous nos yeux hallucinés, le spectre de l'apocalypse sanitaire ».

### Controverse
À la suite de sa diffusion, le bureau de régulation Ofcom a reçu plus de 40 plaintes à l'encontre de la série visant principalement la violence, le langage utilisé et le fait que des enfants acteurs soient impliqués dans des scènes présentant un contenu pour adultes. La plupart des plaintes ont été envoyées à la suite de la première scène du troisième épisode présentant une fusillade dans une école. Channel 4 a également reçu 28 plaintes concernant cette scène, diffusée à peine un mois après la tuerie de l'école primaire Sandy Hook aux États-Unis.
Un porte-parole de la chaîne a répondu que « Channel 4 a beaucoup hésité à poursuivre la diffusion d’Utopia. La série n'est en aucun cas fondée sur des faits réels, et les scènes de violence sont scénaristiquement justifiées dans le contexte de l'intrigue. Tout le contenu a été soigneusement étudié et réfléchi selon le code de diffusion d'Ofcom. Nous en avons été satisfaits, et nous avons programmé la série dans un créneau horaire de nuit à 22 heures, précédé par un avertissement clair au public sur la violence graphique et le langage utilisé,. »

### Censure en France
En France, la série a été acquise par la chaine Canal+ Séries. Certaines scènes auraient été supprimées, pour un total allant jusqu'à 7 minutes sur l'ensemble des épisodes. L'information a d'abord été démentie, puis le directeur général adjoint du groupe Canal a reconnu l'incident : il s'agirait de coupes opérées par le distributeur original de la série, d'après lui sans que Canal+ en soit informé par le distributeur et donc sans son accord, comme il en a été aussi pour la version internationale,.
Lors de sa diffusion en France, la série à été déconseillé aux moins de 16 ans

## Distinctions

### Récompenses
- International Emmy Awards 2014 : meilleure série dramatique

## Remake
Il a été question mi-2015 qu'un remake US conduit par David Fincher soit produit par HBO. Le projet n'a pas pu aboutir à cause d'un désaccord financier entre les différents protagonistes. 
Ce remake US sort finalement en octobre 2020, créé par Gillian Flynn, produit par Amazon et diffusé sur leur plateforme Prime Video. Au vu du sujet principal de la série et de la date de sortie choisie (en plein contexte de pandémie de COVID-19), des controverses sont apparues sur internet.